# 180e division d'infanterie (Allemagne)
Pour les articles homonymes, voir 180e division.
La 180e division d'infanterie (Division Nr. 180) est une des divisions d'infanterie de l'armée allemande (Wehrmacht) durant la Seconde Guerre mondiale. Cette division ayant servi principalement de réserve elle est également connue sous le nom de 180. Ersatz-Division et 180. Reserve-Division.

## Historique
La 180e division d'infanterie est formée le 25 novembre 1939 à Brême en Allemagne dans le Wehrkreis X (district militaire X), en tant que division de l'Armée de remplacement sous le nom de Kommandeur der Ersatztruppen 2/X.
L'état-major prend également le nom de 180. Division, puis le 21 décembre 1939, le nom de Division Nr. 180.
Le 16 août 1943, l'état-major est transféré à Verden an der Aller, également dans le district militaire X.
Le 18 septembre 1944, la division est déplacée sur les Pays-Bas sous le nom de code Alarm Küste pour contrer les troupes aéroportées alliées à Arnhem pendant l'opération Market Garden.
Le 31 octobre 1944, elle est renommée 180. Infanterie-Division afin de mieux la différencier avec la Division Nr. 480.

## Organisation

### Commandants
| Date                                 | Grade           | Commandant             |
| ------------------------------------ | --------------- | ---------------------- |
| 1er décembre 1939 - 10 janvier 1940  | Generalleutnant | Kurt Woytasch          |
| 10 janvier 1940 - 24 janvier 1942    | Generalleutnant | Martin Gilbert         |
| 24 janvier 1942 - 27 septembre 1944  | Generalleutnant | Herbert Lemke          |
| 27 septembre 1944 - 1er octobre 1944 | Generalmajor    | Bernhard Klosterkemper |
| 1er octobre 1944 - 31 octobre 1944   | Generalleutnant | Martin Gilbert         |

## Théâtres d'opérations
- Allemagne : décembre 1939-octobre 1944

## Ordres de bataille
Mars 1940
- Infanterie-Ersatz-Regiment 22
- Infanterie-Ersatz-Regiment 269
- Artillerie-Ersatz-Regiment 22
- Panzerjäger-Ersatz-Abteilung 20
- Kavallerie-Ersatz-Abteilung 13
- Nebel-Ersatz-Abteilung 2

Décembre 1943
- Grenadier-Ersatz-Regiment 22
- Grenadier-Ersatz-Regiment 269
- Artillerie-Ersatz-Regiment 22
- Kavallerie-Ersatz-Abteilung 100
- Fla-Ersatz- und Ausbildungs-Bataillon 52
- Einsatz-Division Nr. 180
- Divisionsstab
- Grenadier-Ersatz- und Ausbildungs-Regiment 269
- Grenadier-Ersatz- und Ausbildungs-Regiment 22
- Kavallerie-Ersatz-Abteilung 100
- Artillerie-Ersatz- und Ausbildungs-Regiment 22
- Fla-Ersatz- und Ausbildungs-Bataillon 52
- Nachrichten-Ersatz-Abteilung 20
- Pionier-Ersatz- und Ausbildungs-Bataillon 30
- Nebel-Ersatz- und Ausbildungs-Regiment 1
- Kampfgruppe Fastenau
- Bataillon Wienke
- Schwere Flak-Abteilung 362
- Schwere Flak-Abteilung 666